# Awakening (Angel)
Awakening es el décimo episodio de la cuarta temporada de la serie de televisión Angel. El episodio está dirigido por James A. Cortner y escrito por David Fury y Steven S. DeKnight. Fue estrenado el 29 de enero de 2003.
El episodio tiene varios homenajes a la saga de Indiana Jones.

## Argumento

### Resumen
Wesley llega al hotel donde esperan los miembros de Angel investigations con un hechicero que será capaz de despertar a Angelus que podrá así luchar contra la bestia. Justo cuando parece que va a comenzar el ritual el místico intenta asesinar a Ángel, después de luchar contra él y de que se suicide descubren en su cuerpo unos tatuajes que Wesley consigue descifrar. En ellos, se da la respuesta clave para luchar contra la bestia.

### Detallado
La bestia que irrumpe en Los Ángeles consigue hacer que el sol desaparezca. Mientras, en el hotel, Gunn, Fred, Cordelia y Connor intentan buscar la respuesta a la frase «La respuesta está entre vosotros». Llegan a la conclusión de que tienen que quitarle el alma a Ángel para que se convierta en Angelus y pueda pelear con la bestia y devolver la luz a la ciudad.
Mientras, Ángel habla con Lorne para ver si consigue recordar a la bestia, para ello canta «The Night the Lights Went Out in Georgia», aunque Lorne sigue sin poder recordarlo y llegan a la conclusión de que solo Angelus es capaz de recordar a la bestia. Aun así Ángel no cree que se pueda traer de vuelta a Angelus.
En la escena siguiente aparece en una habitación lo que parece ser un hechicero, un hombre cae en el círculo que había dibujado en el suelo y aparece Wesley frotándose el puño y pidiéndole que vaya con él ya que «posee ciertas habilidades que necesita.»
Ángel y Lorne se reúnen con los demás intentando buscar una solución para volver a llevar la luz sobre la ciudad de Los Ángeles, en el camino Connor y Ángel vuelven a enfrentarse cuando Connor le reprocha que por su culpa la bestia está en la ciudad.
Justo cuando Fred se queja de que no tiene un plan, Wesley llega con el hechicero que resulta ser un Wo-Pang, un místico oscuro, que puede «despertar» a Angelus. Ahora es Ángel y Wesley quienes se enfrentan porque Ángel teme que no podrá contener a Angelus aunque Wesley le dice que tomará las medias oportunas. Ángel no queda convencido y sale al patio del hotel y Cordelia va en su busca. Allí ella le dice que le apoya en su decisión de no despertar a Angelus y que ella lo entiende después de su estancia como Poder Superior. Cuanto más avanza la conversación, más se convence Ángel de que debe invocar a Angelus. En ese momento entra de nuevo en el hotel y pide una jaula, Gunn piensa que es para la bestia, pero Wesley le dice que es para él, Angelus.
La jaula ya está preparada y Ángel ayuda con los últimos retoques ordenando que llamen al chamán. Mientras tanto habla con Connor y le dice que se convertirá en algo malvado y que recuerde que Angelus no es su padre sino Ángel, llegándole a decir que le quiere. Como último deseo le pide que cuide de todos y que si algo sale mal, que lo mate.
Mientras le ponen las ataduras a Ángel en la jaula para que no corran peligro, el chamán prepara el ritual y finalmente se introduce en la jaula ordenando que cierren la segunda cerradura de seguridad, durante todo el proceso se deja ver una botella encima de una mesa. El chamán le dice que no hable y que cierre los ojos y justo en ese momento empieza a recitar lo que parece un hechizo en un idioma desconocido. En ese momento abre los ojos, rojos como la sangre, se acerca al oído de Ángel y le dice que «es hora de decir adiós», justo en ese momento saca una daga e intenta matarlo diciéndole que sirve al Despierto. Todos luchan contra él y cuando para la batalla intentan interrogarlo para saber por qué quieren muerto a Ángel, pero antes de que pueda decir nada se suicida. Cuando le quitan la capucha que lleva ven que todo su cuerpo está tatuado por los Kun Sun Dai, acólitos de la bestia. En su cuerpo hay un registro de todos los acontecimientos que mencionan a la bestia tatuados en el cuerpo y es por eso que no hay nada en libros. Wesley descubre que hay un arma, una espada de Bosh M'ad —gracias a Cordelia averiguan su lugar— que está bajo tierra y que puede vencer a la bestia. Antes de salir en su búsqueda Wesley se disculpa con Ángel por haber sido tan descuidado.
Ya en las alcantarillas encuentran un camino cuesta abajo con unas escaleras, cuando están bajando, Connor aparece de repente diciendo que ha encontrado algo, es entonces cuando tienen que atravesar un tramo en el que hay varias trampas, estacas de madera —para disgusto de Ángel— que salen de ambos lados atravesando al que pase por el lugar y toque el lugar erróneo. Finalmente consiguen atravesarlo sanos y salvos no sin algún que otro problema y se quedan sin salida, pero encuentran unas inscripciones en Hebreo en unas piedras que pulsándolas en el orden correcto abren la siguiente puerta. Ya en la siguiente habitación deciden dividirse, Ángel con Codelia y Connor con Wesley.
Ángel y Cordelia hablan sobre Connor y encuentran el lugar en el que podría estar la espada, pero no la encuentran. Aunque Ángel introduce la mano en lo que parece ser un portal invisible y consigue atrapar la espada, inmediatamente una luz roja llena la habitación y se incendia. Consiguen salir y Cordelia, sintiendo que podría haber muerto, le pide perdón a Ángel sobre la relación con Connor y le confiesa que quería estar con él pero que no podía. Después de decirse el uno al otro que solo les importa el presente se besan ante la presencia, desconocida para ellos, de Connor y Wesley. Connor huye y Ángel le persigue para hablar, el primero llega a una trampa mientras discuten y terminan peleándose, en última instancia, por Cordelia.
Ya de vuelta en el hotel Fred, Gunn y Lorne reciben con esperanza a Ángel y la espada de Bosh Ma'ad. Ahora necesitan encontrar a la bestia y, siguiendo un soplo de Lorne, deciden empezar por una de las zonas de la ciudad. Fred les cuenta que para matar a la bestia hay que atravesarle el cerebro con la espada, y que así se liberarían las fuerzas malignas pero que al liberar estas fuerzas, nada humano que esté cerca del Despierto podrá sobrevivir, así que Ángel decide luchar en solitario contra ella. Antes de salir a por la bestia Cordelia y Ángel intentan despedirse, pero derrumbando una pared se introduce en el hotel. 
En la lucha Ángel le pide a los chicos que se vayan y se queda a solas con el Despierto. Después de una lucha igual la bestia consigue romper la espada en dos y derribar a Ángel, Connor aparece y lucha contra ella pero consigue derribarlo también, en ese momento Ángel recoge una de las partes de la espada y atravesándole la cabeza con ella consigue eliminar al Despierto reduciéndolo a cenizas. Connor se reconcilia con Ángel y aparecen todos en el hotel felicitándose unos a otros. 
Ya es de día en la ciudad y Ángel permanece en el hotel junto a Cordelia dando a entender que han iniciado una relación y se besan, Ángel intenta parar, pero Cordelia le dice que se deje llevar que ya han esperado tiempo suficiente. Cordelia le desabrocha la camisa y en la siguiente escena aparecen en la cama haciendo el amor. En ese momento parece que Ángel se siente mal y nombra a Buffy.
Acto seguido Ángel abre los ojos mientras el chamán dice «la visión se convierte en realidad» y se encuentra dentro de la jaula del principio, mientras Ángel sonríe Cordelia lo mira y dice «Angelus», es entonces cuando la cámara se aleja, Angelus empieza a reírse en la camilla a la que permanece atado y se ve la botella con lo que parece el alma de Ángel.

## Reparto

### Personajes principales
- David Boreanaz como Ángel/Angelus.
- Charisma Carpenter como Cordelia Chase.
- J. August Richards como Charles Charles Gunn.
- Amy Acker como Winifred Burkle.
- Vincent Kartheiser como Connor.
- Alexis Denisof como Wesley Wyndam-Pryce .

### Apariciones especiales
- Andy Hallett como Lorne.
- Vladimir Kulich como La bestia.

### Personajes secundarios
- Roger Yuan como Wo-Pang.
- Larry McCormick como Él mismo.

## Producción